# 佐野和宏
佐野 和宏（さの かずひろ、1956年 - ）は日本の映画監督、脚本家、俳優。静岡県出身。

## 人物
監督作はドラスティックでメッセージ性の強い作品を作る作家として評価されピンク四天王の一人として挙げられている。1983年、自主製作映画『ミミズのうた』が、ぴあフィルムフェスティバルに入選。1989年『監禁 ワイセツな前戯』で監督デビュー。全部の監督作品で単独脚本と主演を兼ね（1989〜1994年の13作品では主演女優も岸加奈子で固定）、日本の商業映画では希少な自作自演作家に徹し作品世界を構築し続けた。並行して、俳優としての他監督作品への出演も多い。1997年『熟女のはらわた 真紅の裂け目』以降、監督作品は途絶えていた。俳優としては、明治大学在学中から松井良彦監督の『追悼のざわめき』や『どこに行くの?』、石井聰亙監督の『狂い咲きサンダーロード』などに出演。森山茂雄監督作品のレギュラー脚本家・出演俳優として活躍するが、2011年、咽頭癌により声帯を失う。2015年、映画評論家寺脇研らのプロデュースを得て『バット・オンリー・ラヴ』を18年ぶりに監督、脚本、主演作として発表した。

## フィルモグラフィー

### 監督
- ミミズのうた（1983年）
- ドライフラワー（1986年）
- 監禁 ワイセツな前戯（1989年、国映）
- 人妻ONANIE 甘い痺れ（1990年、国映）
- 若妻 しとやかな卑猥（1990年、国映）
- 変態性戯　みだらに苛めて！（1991年、国映）
- 爛熟性戯うずく（1991年、国映）
- 発情不倫妻（1991年、国映）
- 集団痴漢 人妻覗き（1991年、国映）
- 痴漢わいせつ覗き（1992年、国映）
- 痴漢ONANIE 覗き（1992年、国映）
- 変態テレフォンONANIE（1993年、国映）
- 不倫・母・娘（1993年、国映）
- 性感極秘マッサージ 全身愛撫（1993年、新東宝映画）
- 狂乱不倫妻 熱いうめき（1994年、国映）
- 青春の悶絶 こんにちはクリチャン（1995年、国映）
- 熟女のはらわた 真紅の裂け目（1997年）
- バット・オンリー・ラヴ（2015年、国映、『But only love・・・』製作運動体）

### 出演
- 白衣調教（1986年）
- キクロプス（1986年） - 高森トオル 役
- 追悼のざわめき（1988年）
- SEXYダイナマイト マドンナのしずく（1988年）
- 新妻下半身 わしづかみ（1991年）
- 禁男の園 ザ・制服レズ（1992年）
- 痴漢電車 いけない妻たち（1992年）
- 黒い下着の女 雷魚（1997年）
- 赤い犯行 夢の後始末（1997年）
- 汚れた女（1998年）
- 百年の絶唱（1998年）
- アナーキー・インじゃぱんすけ 見られてイク女（1999年）
- 鎖縛 SABAKU（2000年）
- ビタースイート Bitter Sweet（2004年）
- 爆撃機の眼（2004年）
- どこに行くの?（2007年）
- 桃まつり presents うそ shoelace（2010年）
- 人の砂漠（2010年）
- 劇場版 神聖かまってちゃん ロックンロールは鳴り止まないっ（2011年）
- 夜が終わる場所（2011年）
- しんしんしん（2013年1月12日公開、眞田康平監督） - 芳男 役
- 戦争と一人の女（2013年、井上淳一監督）
- 夢の女 ユメノヒト（2015年、坂本礼監督）
- 秋の理由（2016年、福間健二監督） - 主演・村岡正夫 役 [2][3]
- なん・なんだ（2022年1月15日公開、山嵜晋平監督）
- ピストルライターの撃ち方（2023年6月17日公開、眞田康平監督） - 二郎 役[4]
- 二人静か（2023年11月4日公開、坂本礼監督）[5]